# Heterixalus alboguttatus
Heterixalus alboguttatus (Boulenger, 1882) è una rana della famiglia Hyperoliidae, endemica del Madagascar.

## Descrizione
È una delle specie di Heterixalus di maggiori dimensioni, raggiungendo i 30–33 mm di lunghezza.
Ha una livrea che ne rende molto facile l'identificazione, caratterizzata da un fondo nero o grigio scuro con pois giallo-arancio.  Il ventre è color bianco crema, mentre gli arti sono giallo-arancio.

## Biologia
Si riproduce in una varietà di raccolte d'acqua sia temporanee che permanenti, incluse le risaie.

## Distribuzione e habitat
È diffusa nel Madagascar centro-occidentale.
È osservabile all'interno del Parco nazionale di Ranomafana.